# إرسين نظيف غردوغان
إرسين نظيف غردوغان (بالتركية: Ersin Nazif Gürdoğan)‏ (ولد عام 1945 في مدينة إسكي شهر في تركيا) هو صحفي وكاتب ومحاضر تركي وأحد مؤسسي حزب العدالة والتنمية في تركيا.

## حياته وعمله
تخرج من قسم الهندسة الميكانيكية في جامعة إسطنبول التقنية. عمل كأخصائي تقييم مشروع في هيئة تخطيط الدولة بين عامي 1968 و1972. خلال هذه الفترة، ومكث في إنجلترا لمدة عام.
بدأ دراساته الأكاديمية كأستاذ مساعد في جامعة أتاتورك في عام 1972، وفي عام 1975 أكمل شهادة الدكتوراه في اقتصاديات الأعمال في كلية العلوم السياسية.
كان محاضرًا في جامعة الملك عبد العزيز بالمملكة العربية السعودية (1981-1984). أصبح أستاذًا مشاركًا في عام 1987 وأستاذًا في عام 1994.
هو أيضًا كاتب عمود في جريدة يني شفق. بالإضافة إلى ذلك، كان عميد جامعة مالتبه وأستاذ الاقتصاد والعلوم الإدارية فيها.